# Rodríguez
Rodríguez – miasto w Urugwaju, w departamencie San José.